# Кашинский уезд
Ка́шинский уе́зд — административно-территориальная единица Тверской губернии в составе Российской империи и РСФСР. Уездный город — Кашин.

## География

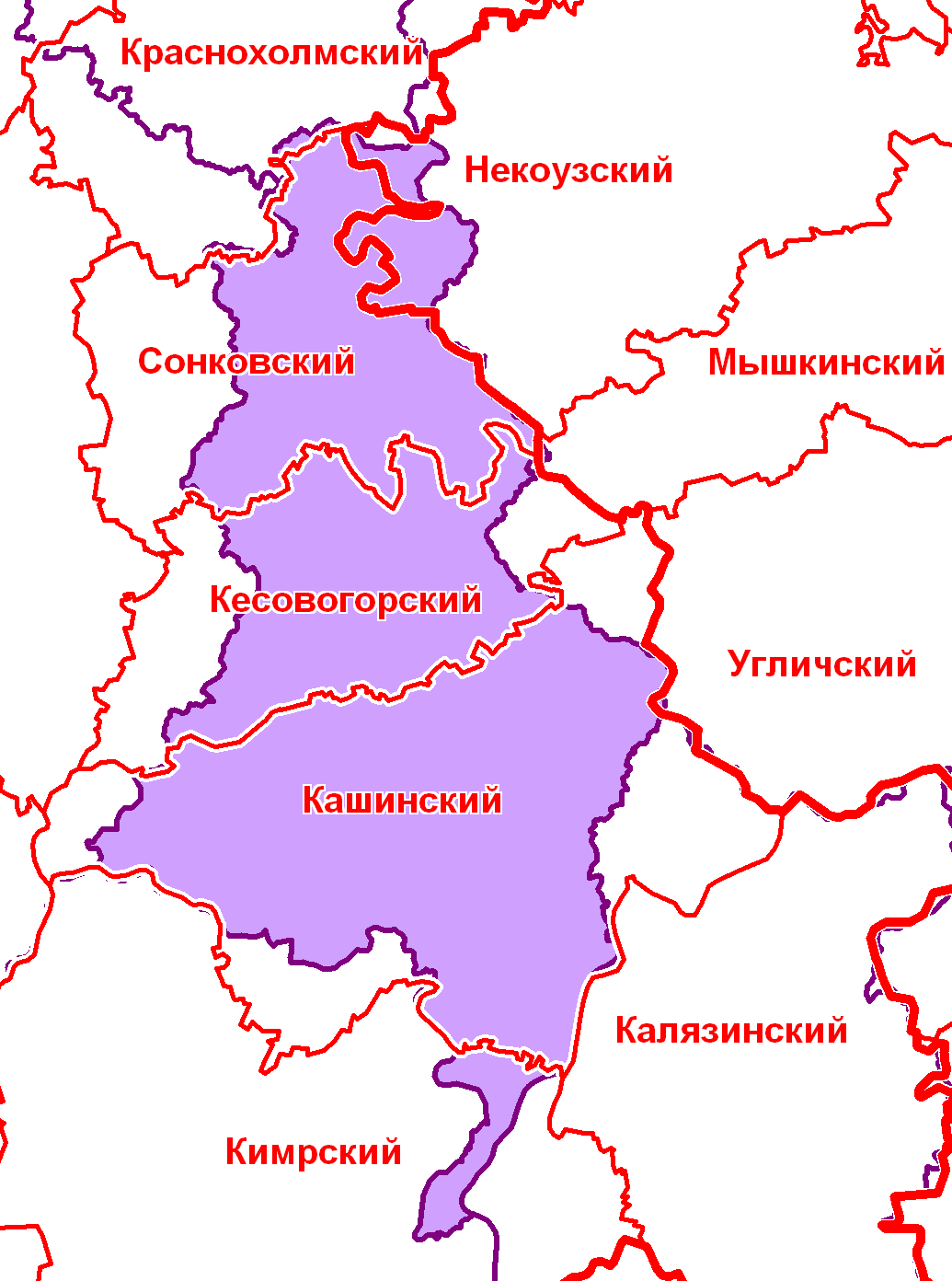
Кашинский уезд в современной сетке районов

Уезд был расположен на востоке Тверской губернии. Граничил с Ярославской губернией. Площадь уезда составляла 2425,7 кв. вёрст. Поверхность уезда ровная и только по берегам рек принимает холмистый характер. Почвы на юге супесчаные, в вост. части — легкие суглинистые и сырые, на западе — тяжелые глинистые и суглинистые. Удобных земель в уезде 96 % всей площади, в том числе под культурою 45 %, под кормовым пространством 46 % и под лесом 9 %. Недостаток в лесе чувствовался еще в конце XVIII века, местами не хватало даже дровяного леса. Очевидно, удобная для хлебопашества почва исстари содействовала заселению края, причем леса расчищались под пашню и покосы. Главные реки: Волга, протекающая по юго-восточной, и р. Медведица, текущая по юго-зап. границе уезда. Волга судоходна, Медведица — сплавная. Остальные реки незначительны, все они принадлежат системе Волги.

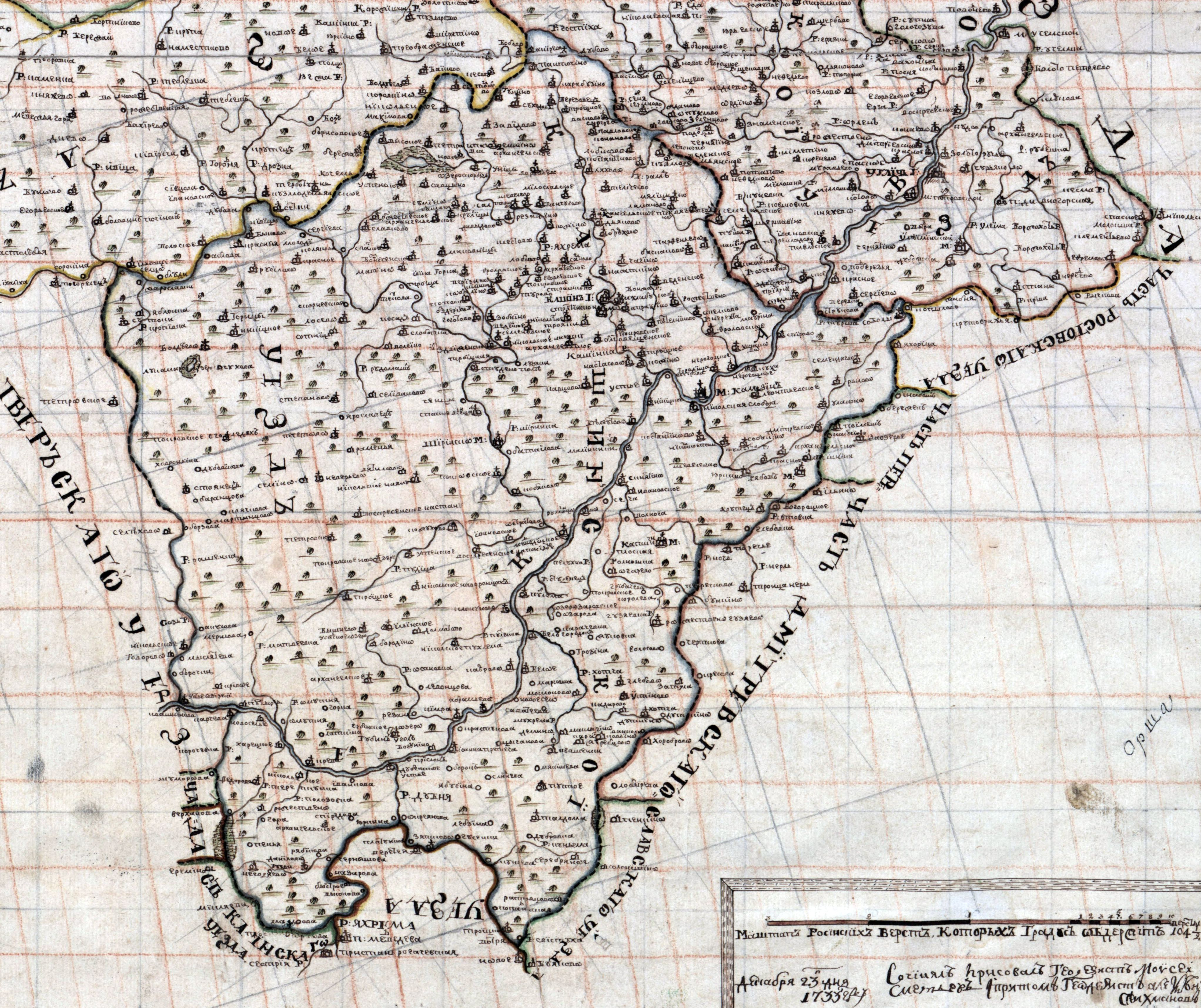
Кашинский уезд на карте Углицкой провинции. 1733 год

### Современное положение
В настоящее время территория уезда (в границах на 1917 год) входит в состав Кашинского, Кимрского, Кесовогорского, Сонковского районов Тверской области и Некоузского района Ярославской области.

## История
Как административная единица Русского государства Кашинский уезд известен с XVI века. В 1710—1727 годах был частью Углицкой провинции Санкт-Петербургской губернии, в 1727—1775 годах — Московской губернии. В 1775 году в составе Тверского наместничества из старой территории уезда образованы Кашинский и Калязинский уезды, а в 1781 году — Корчевской уезд. С 1796 года Кашинский уезд в составе Тверской губернии, с 1803 года по 1922 год границы уезда не изменялись. В 1922 году в состав Кашинского уезда вошла Васильковская волость Мышкинского уезда Рыбинской губернии и присоединена часть территории упраздненного Калязинского уезда.
В 1927 году Кашинский уезд был упразднен, его территория передана Кимрскому и Бежецкому уездам, в 1929 из Кашинской и Славковской волостей Бежецкого уезда образован Кашинский район, вошедший в состав Кимрского округа Московской области.

## Известные уроженцы
Катухин Пётр Семёнович (1918—1990) — старший сержант Рабоче-крестьянской Красной Армии, участник Великой Отечественной войны, Герой Советского Союза (1946).

## Население
Населенных мест в уезде — 933, в том числе 726 крестьянских поселений (84 села и 642 деревни), 9 погостов и 198 прочих посёлков (усадеб, хуторов и проч.). Из селений самые крупные: Кесова Гора (1500 жит.), Кой, Васьянское. Население в 1863 г. — 90,2 тыс. чел. (без Кашина), в 1893 г. — 138 095 чел., в 1913 г. — 151,1 тыс. чел. Плотность населения — 56,1 чел. на 1 кв. версту; по густоте населения уезд занимал в губернии первое место. За исключением карел (около 1300 чел.), все население — русское; раскольников всего 300 чел.

## Экономика
Главное занятие населения — земледелие (рожь, овёс, ячмень, лён, кормовые травы с искусственных лугов). Из местных промыслов развиты сапожничество (в местностях, прилегающих к Кимрскому району), пилка и возка леса и дров, извоз. В отходе много плотников, сапожников, фабричных рабочих, торговцев. Большинство уходит в Москву и СПб. Крупные ярмарки в сёлах Кое и Кесовой-Горе. На севере уезд пересекается Рыбинско-Бологовской железной дорогой.

## Административное деление
До губернской реформы 1775—1781 годов Кашинский уезд делился на станы:
- Жабинский
- Чудской
- Кочемский
- Нерехотский
- Меретский
- Суходольский
- Пудицкий
- Дубенский
- Белогородский
- Хотчинский
- Гастунский

В 1890 году в состав уезда входило 19 волостей:
| № п/п | Волость            | Волостное правление    | Число селений | Население |
| ----- | ------------------ | ---------------------- | ------------- | --------- |
| 1     | Бобровская         | с. Раменье             | 28            | 6375      |
| 2     | Брылинская         | д. Брылино             | 44            | 5075      |
| 3     | Ванчуговская       | с. Ванчугово           | 49            | 7730      |
| 4     | Васьянская         | с. Васьянское          | 29            | 4840      |
| 5     | Елисеевская        | с. Суходол             | 35            | 5640      |
| 6     | Кесовская          | с. Кесова-Гора         | 30            | 6040      |
| 7     | Кобылинская        | д. Большое Кобылино    | 59            | 6980      |
| 8     | Козьмодемьяновская | с . Козьмодемьяновское | 53            | 7760      |
| 9     | Койская            | с. Кой                 | 25            | 6810      |
| 10    | Константиновская   | д. Константиново       | 31            | 5900      |
| 11    | Лавровская         | с. Лаврово             | 28            | 5890      |
| 12    | Литвиновская       | д. Литвиново           | 39            | 6230      |
| 13    | Матвеевская        | д. Матвеевское         | 28            | 7080      |
| 14    | Медведицкая        | с. Медведицкое         | 37            | 7180      |
| 15    | Подберезская       | д. Подберезье          | 46            | 6220      |
| 16    | Потуповская        | с. Никольское          | 58            | 8050      |
| 17    | Савцынская         | с. Савцыно             | 30            | 6700      |
| 18    | Славковская        | с. Славково            | 59            | 8070      |
| 19    | Тиволинская        | д. Тиволино            | 51            | 6320      |

В полицейском отношении уезд был разделён на два стана:
- 1-й стан, становая квартира г. Кашин.
- 2-й стан, становая квартира пос. Сонково.

В декабре 1918 года в уезде было 723 сельсовета. 6 - 7 мая 1920 года межгубернской комиссией были установлены границы между Мышкинским и Мологским уездами Ярославской губернии и Кашинским уездом Тверской губернии.
Постановлением НКВД от 2 марта 1922 года в состав уезда была передана Васильковская волость Мышкинского уезда Рыбинской губернии.
Постановлением президиума ВЦИК от 20 мая 1922 и постановлением Тверского губисполкома от 30 мая 1922 года волости ликвидированного Калязинского уезда были присоединены к Кашинскому уезду. Были ликвидированы с отнесением к другим волостям Кашинского уезда: Бобровская, Васьянская, Подберёзовская, Потуповская, Савцынская волости. Медведицкая волость была включена в состав Кимрского уезда. Были включены в состав Кашинского уезда из бывшего Калязинского уезда (без изменений): Семендяевская и Флоровская волости. Были образованы Калязинская и Кашинская волости. Были укрупнены за счёт ликвидированных волостей Кашинского уезда: Литвиновская, Константиновская, Койская, Кесовская, Кобылинская, Славковская, Ванчуговская, Брылинская, Тиволинская. Были включены в состав Кашинского уезда из бывшего Калязинского уезда и укрупнены за счёт ликвидированных волостей: Плещеевская, Троице-Нерльская волости.
В 1922 году в составе уезда было 16 волостей: Брылинская, Ванчуговская, Васильсковская, Калязинская, Кашинская, Кесовская, Кобылинская, Койская, Константиновская, Литвиновская, Плещеевская, Семендяевская, Славковская, Тиволинская, Троице-Нерльская, Флоровская.
Постановлением президиума ВЦИК от 20 марта 1924 года и постановлением Тверского губисполкома от 28 марта 1924 года были ликвидированы: Брылинская, Ванчуговская, Васильковская, Кобылинская, Константиновская, Литвиновская, Плещеевская, Семендяевская, Троице-Нерльская, Флоровская; были укрупнены: Кашинская и Калязинская волости; была уменьшена Тиволинская волость за счёт передачи в Кимрский уезд части населённых пунктов; были образованы Нерльская и Сонковсая волости.
В 1924 - 1925 гг. в составе уезда было 8 волостей: Калязинская, Кашинская, Кесовская, Койская, Нерльская, Славковская, Сонковская, Тиволинская.
Постановлением президиума ВЦИК от 3 октября 1927 года и Тверского губисполкома от 15 октября 1927 года Кашинский уезд был упразднён: Кашинская, Славковская, Тиволинская, Калязинская и Нерльская волости отошли к Кимрскому уезду, а Сонковская, Койская и Кесовская волости - к Бежецкому уезду.